# 中区 (新加坡)
中区（英語：Central Region）是新加坡五個地區之一，也是圍繞新加坡中區的主要都會區。總面積13,150公頃。在中區內包括11個規劃區，外圍則還有11個。由於中區是萊佛士抵達新加坡的地點，故此新加坡有不少國家古蹟位於此區，而新加坡唯一被列入聯合國教育、科學及文化組織的世界遺產新加坡植物園，該熱帶植物園建於1859年，也位於該區內。
雖然中區主要以商業主導，尤其市中心，但仍有335,400個住宅單位，包括建屋發展局的組屋以至如同孟加拉式平房等私人住宅。中區同時有1000公頃的綠地，包括公園、花園以及其他休閒活動設施，並以全長19公里的公園連接線連接，以讓中區更為美觀。

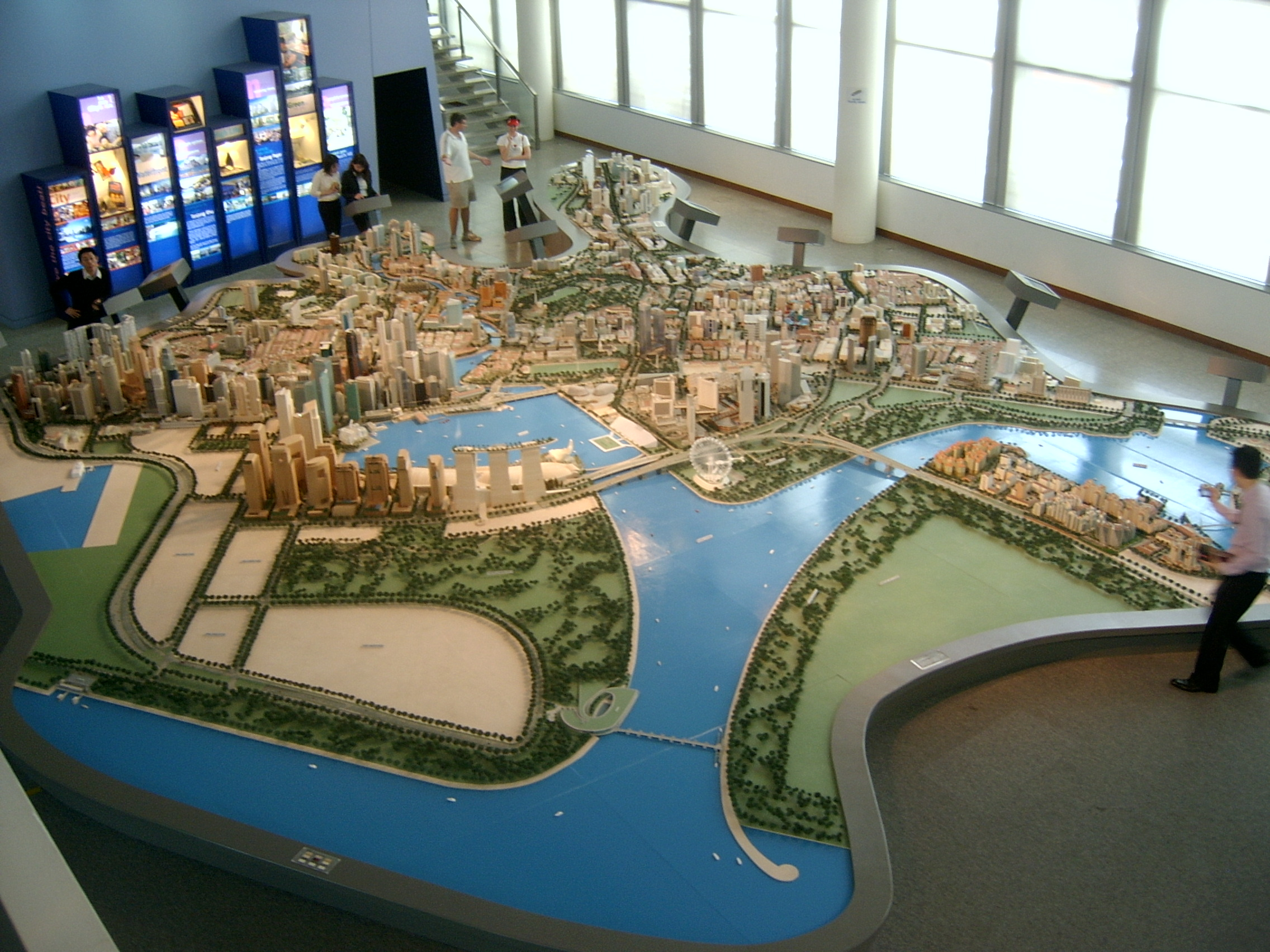
URA Gallery 中呈现的一个不断变化的城区模型。

## 规划区
- 碧山
- 红山
- 武吉知马
- 中区11个规划区
- 芽笼
- 加冷
- 马林百列
- 诺维娜
- 女皇镇
- 南部群岛
- 东陵
- 大巴窑